# Schloss Hanfelden

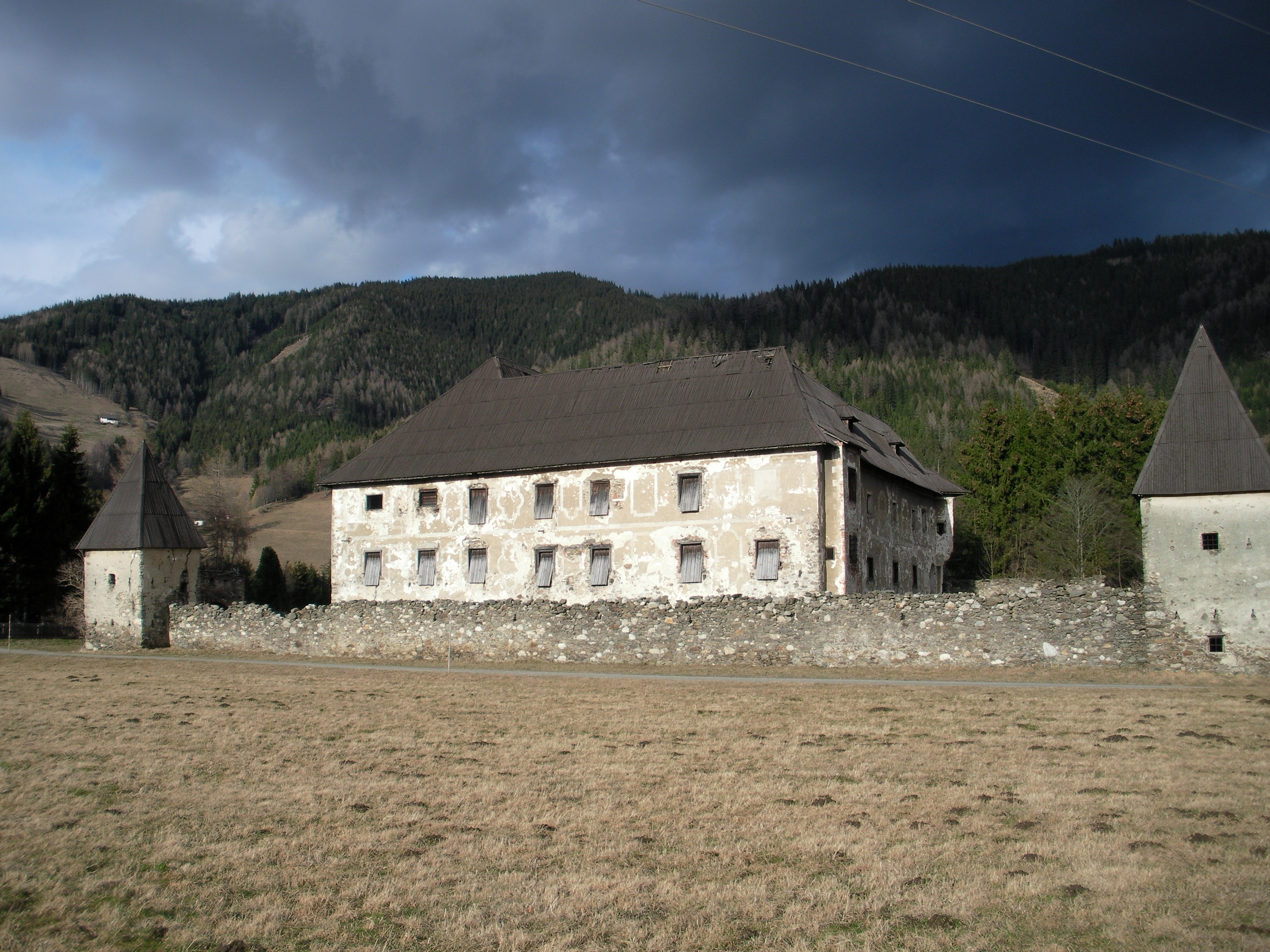
Schloss Hanfelden, Westansicht

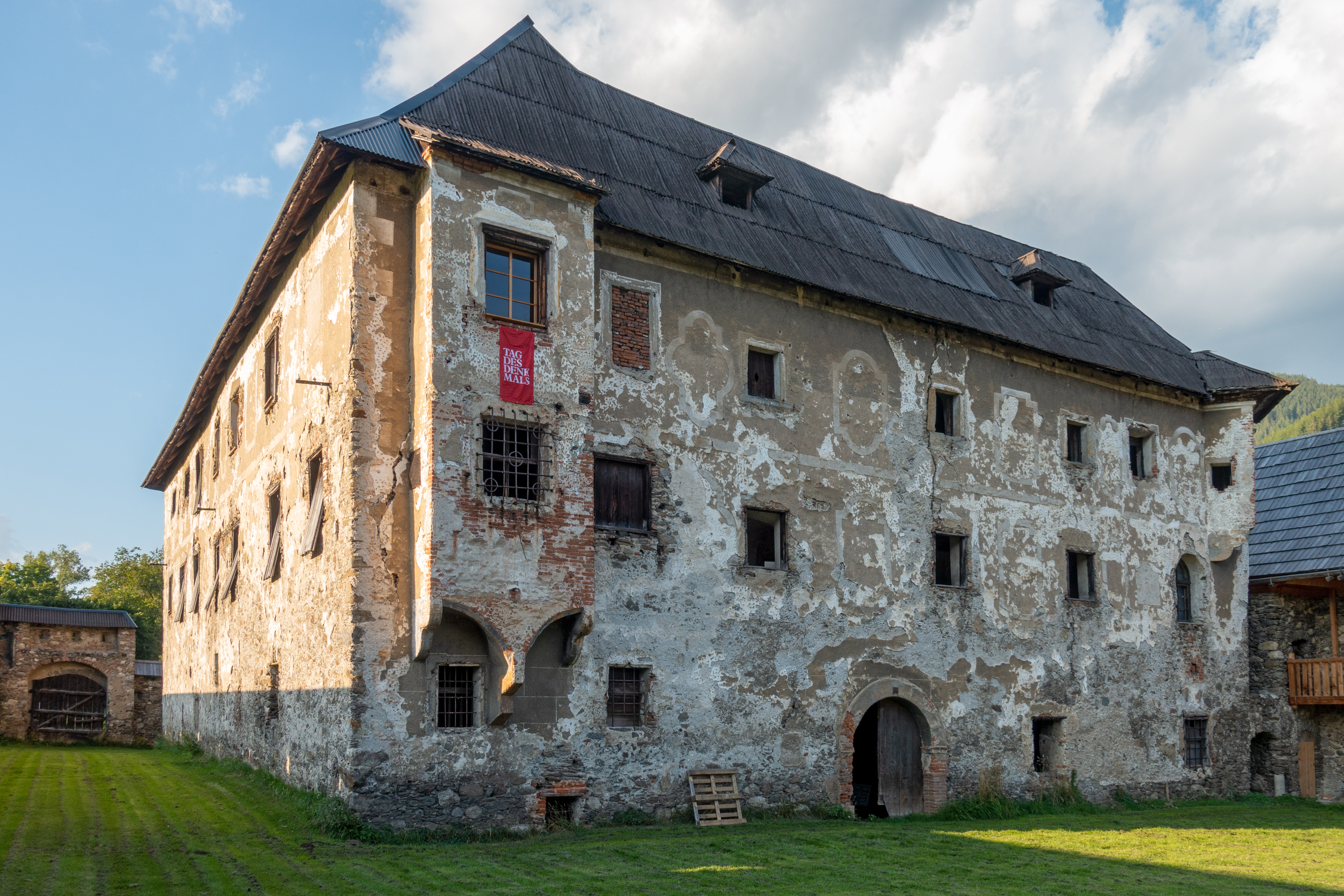
Schloss Hanfelden, 3-geschoßiger Vierflügelbau

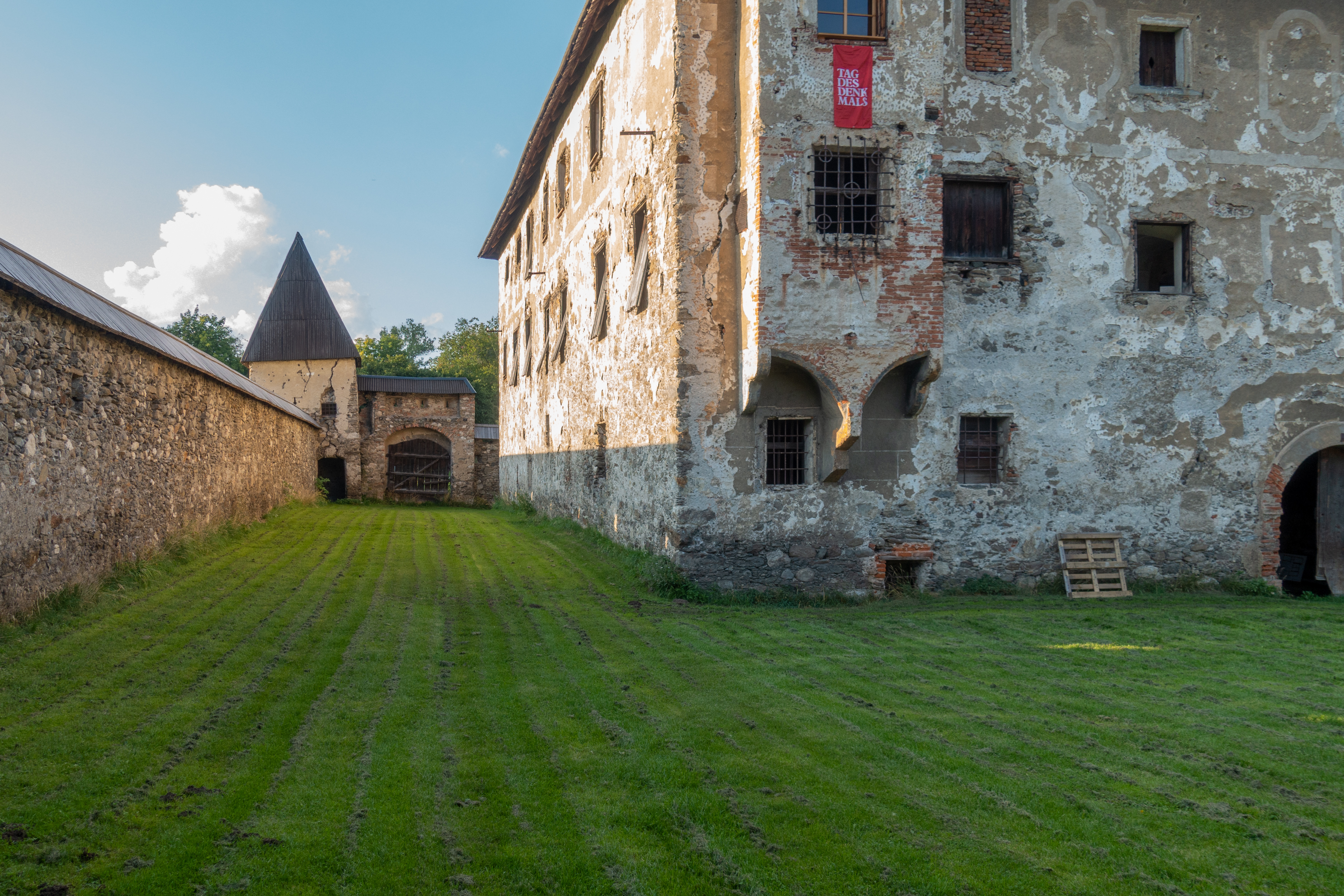
Schloss Hanfelden, Hof zwischen Hauptgebäude und Umfassungsmauer

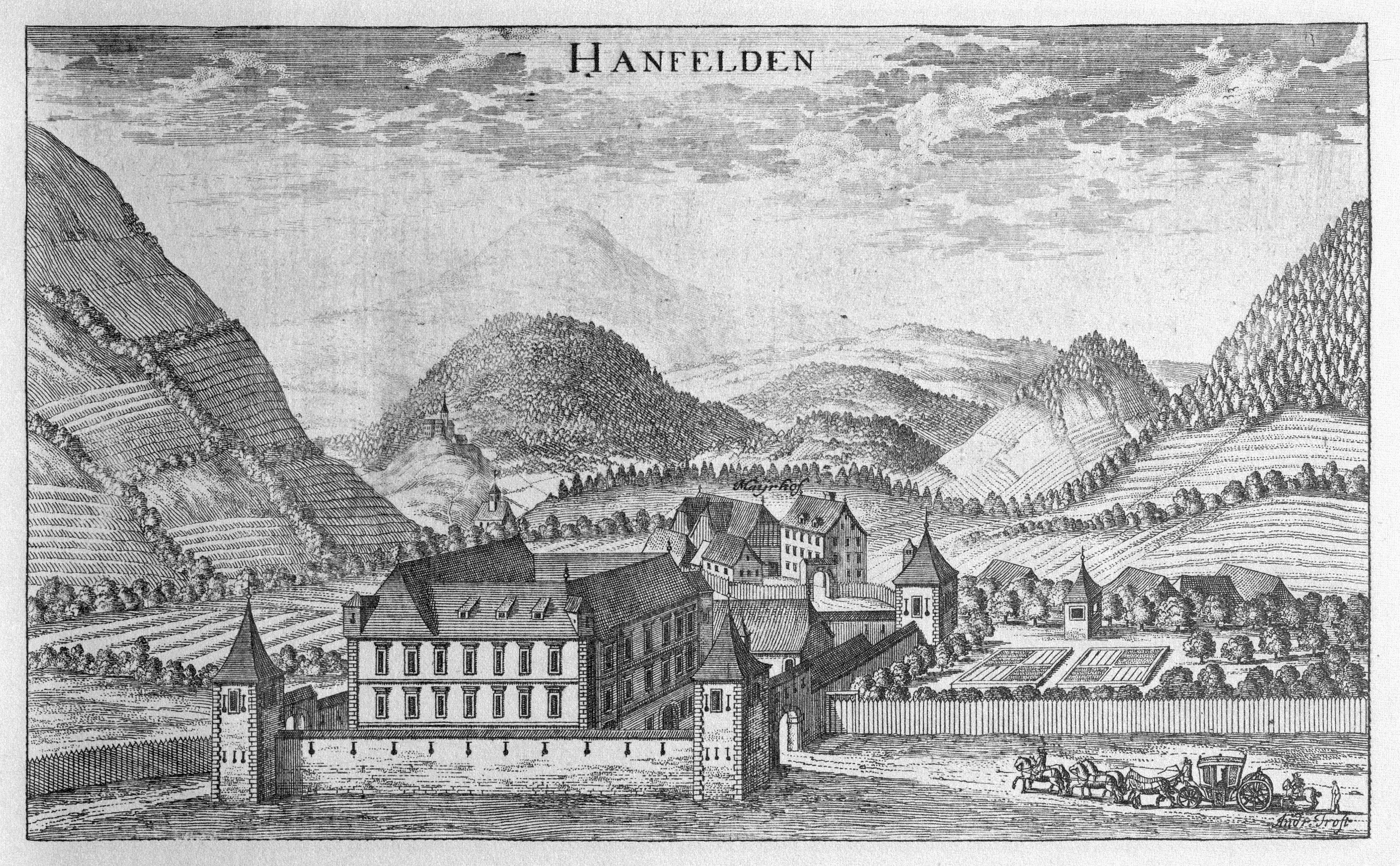
Abbildung von Schloss Hanfelden in: G. M. Vischer: Topographia Ducatus Stiriae, 1681.

Schloss Hanfelden ist ein im Wesentlichen aus dem 15. Jahrhundert stammender Schlossbau im Ortsteil Unterzeiring in der Gemeinde Pölstal in der Steiermark.

## Geschichte
Möglicherweise schon um 1410 begann Caspar Han(n), Mautpächter am Triebener Tauern, mit der Errichtung eines Ansitzes, der seinen Namen der Familie Hann verdankt. In der Mitte des 15. Jahrhunderts ist Wilhelm Zeller (gestorben 1448) Besitzer des Hofes. Hans Han d. J. (1450–1516) stammt wohl von Hans Han d. Ä. ab, der ebenfalls Mautpächter am Triebener Tauern war. Hans Han d. J. wurde vom römisch-deutschen König Maximilian I. mit dem Gut belehnt und begann 1494 mit dem Wiederaufbau eines öden Hofes.
Ein Aufenthalt Maximilians I., des letzten Ritters, im Schloss oder zumindest in Unterzeiring ist für Oktober 1506 durch mehrere dort unterzeichnete Urkunden dokumentiert. Er wollte der Erzählung nach die abgesoffene Silbermine in Oberzeiring wieder aktivieren und soll persönlich schon um 1475 im Schloss Hanfelden drei Monate lang gewohnt haben, um die Arbeiten zu überwachen. Ein Maximilianzimmer erinnert noch daran.
Die Familie Han(n) musste das Schloss 1579 an ihren Verwandten Hans Rauchenberger verkaufen, welcher der Anlage ihre heutige frühbarocke Gestalt gab. 1593 wird nochmals ein Wilhelm von und zu Hanfelden als Besitzer genannt. Nachdem die Rauchenberger 1629 aufgrund ihrer protestantischen Religionszugehörigkeit das Land verlassen mussten, kam das Schloss in oft wechselnde Besitzverhältnisse. Dies führte dazu, dass es bereits zu Beginn des 18. Jahrhunderts baufällig war. 1856 wurde das Schloss durch den Gewerken Franz Xaver Neuper von der Familie Schwarzenberg erworben. Seine Nachkommen besitzen das Schloss noch heute.

Das Gebäude, welches sich bis heute weitgehend so präsentiert, wie es Georg Matthäus Vischer 1681 in seiner Topographia Ducatus Stiriae zeigt, steht seit 1965 unter Denkmalschutz und stellt aufgrund seiner unverfälschten authentischen Erhaltung ein besonderes architektonisches und denkmalpflegerisches Juwel dar. Besonders bekannt ist die sogenannte Maximiliansstube mit der rund 100 Jahre nach dem Besuch Maximilians angefertigten Inschrift zum Besuch des Königs in Zeiring.

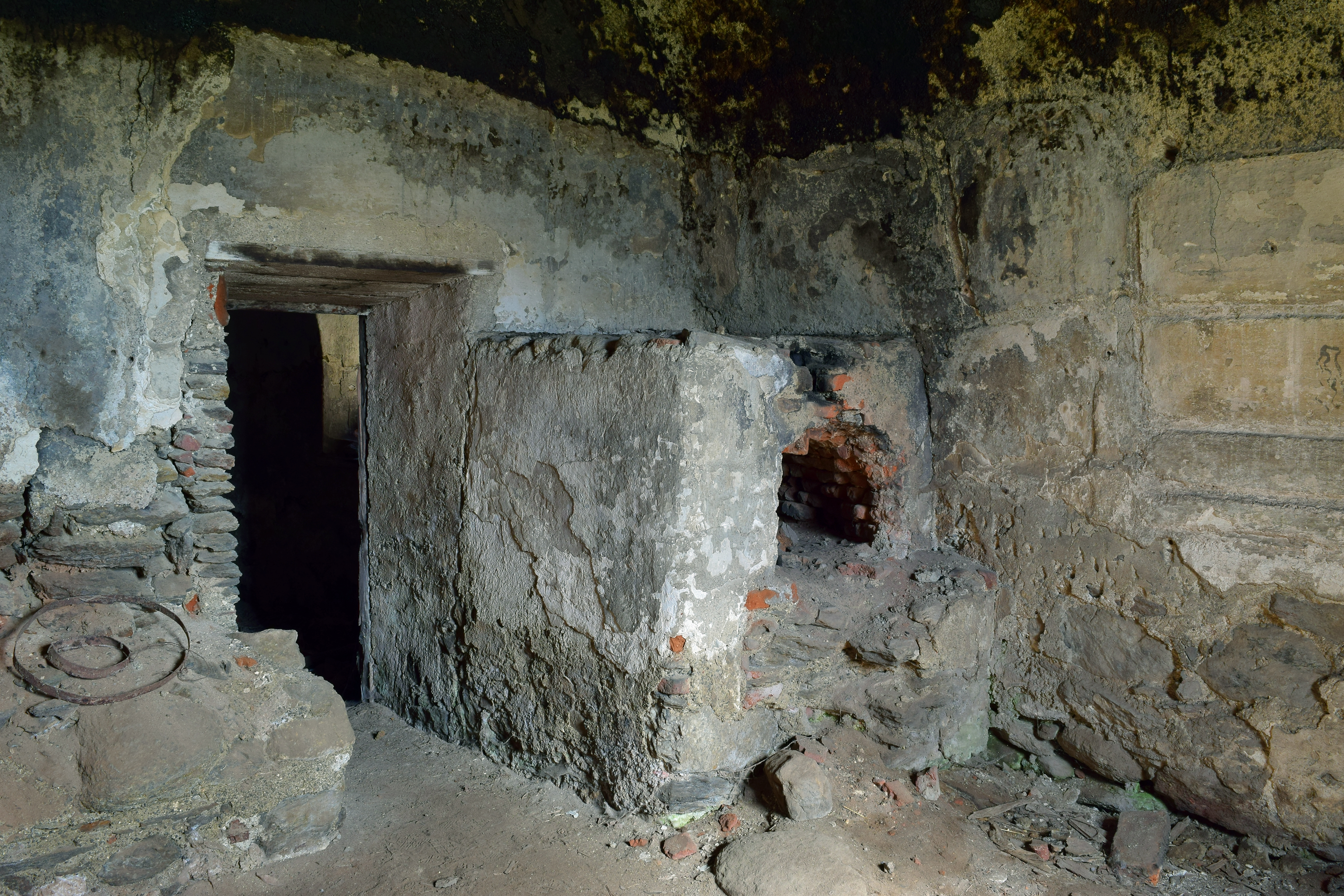
Unterzeiring – Schloss Hanfelden – Backofen in der Schlossküche im Erdgeschoß

## Forschung
Seit 2016 werden vom Institut für Urgeschichte und Historische Archäologie (Universität Wien) unter der Leitung von Prof. Claudia Theune in Kooperation mit dem interdisziplinären Arbeitskreis Schloss Hanfelden archäologische und bauhistorische Untersuchungen durchgeführt. Aktuelle dendrochronologische und bauhistorische Forschungen scheinen darauf hinzudeuten, dass der erste Wohnturm möglicherweise erst um 1500 errichtet wurde. Eine ältere Bebauung, wie sie aus schriftlichen Quellen erschlossen wird, bezieht sich wohl auf einen zu dieser Zeit verlassenen Hof ('öder Hof').

## Innenausstattung
Das Schloss verfügt über die beiden einzigen noch erhaltenen, im Kern spätmittelalterlichen Blockwerkkammern in der Steiermark.